# Kalijev sorbat
Kalijev sorbat je kalijeva sol sorbinske kisline. Njegova kemijska formula je C6H7KO2. Največ se ga uporablja za konzerviranje živil. Njegova oznaka je E 202. Uporablja se ga tudi pri obdelavi vina in v izdelkih za osebno nego. Sintetizirajo ga s kondenzacijo krotonaldehida (CH3CH=CHCHO) in ketena (R'R''C=C=O).

## Pridobivanje in lastnosti
Kalijev sorbat proizvajajo tako, da kalijev hidroksid nevtralizirajo s sorbinsko kislino. To je nenasičena karboksilna kislina, ki je naravno prisotna v nekaterih jagodah. Sol je v vodi dobro topna (58,2 % pri 20 °C).

## Proizvodnja
Kalijev sorbat se proizvaja z reakcijo sorbinske kisline z ekvimolarnim deležem kalijevega hidroksida. Kalijev sorbat, ki nastane pri reakciji, kristalizirajo z vodno raztopino etanola.
Večino sorbinske kisline pripravijo po postopku, v katerem krotonaldehid reagira s ketenom v prisotnosti katalizatorja (npr. maščoba kislina cinkove soli). Dobljeni poliester hidrolizirajo s kislino ali z lugom ali pa poliester razgradijo v vroči vodi. Danes je večina kalijevega sorbata sintetičnega izvora. Za gospodarsko rabo se ga pridobiva s kondenzacijo krotonaldehida (CH3CH=CHCHO) in ketena (R'R''C=C=O). 

## Uporaba
Kalijev sorbat se uporablja za zaviranje plesni in kvasovk v številnih živilih, kot so sir, vino, jogurt, suho meso, brezalkoholne pijače, sadne pijače, pecivo, suho sadje in v zeliščnih prehranskih dopolnilih. Uporablja se v koncentracijah, ki kratkoročno nimajo znanih neželenih učinkov na zdravje. Na nalepkah s sestavinami je ta konzervans zapisan kot »kalijev sorbat« ali »E202«. Prav tako se uporablja v mnogih izdelkih za osebno nego za preprečevanje razvoja mikroorganizmov, kar podaljša rok trajanja izdelkov. Nekateri proizvajalci raje kot paraben uporabljajo ta konzervans.
Znan je tudi kot stabilizator vina. Ko ga dodajo vinu, proizvede sorbinsko kislino. To ima dvojni namen. Ko se aktivna fermentacija konča in se vino po čiščenju še zadnjič razporedi, kalijev sorbat ohrani vse še živeče kvasovke, ki se niso sposobne deliti. Kvasovke, ki živijo v tistem trenutku, nadaljujejo s fermentacijo ostanka sladkorja v CO2 in alkohol. Ko poginejo, ni več novih kvasovk, ki bi povzročile nadaljnjo fermentacijo. Pred ustekleničenjem vino sladijo s kalijevim sorbatom in kalijevim metabisulfitom, da preprečijo fermentacijo. Uporablja se predvsem v sladkem vinu, penečem vinu ter nekaterih trdih jabolčnikih. Lahko pa se doda tudi namiznem vinu, ki se po polnjenju težko očisti.
Nekatere plesni (zlasti rodovi Trichoderma in sevi Penicillinum) in kvasovke lahko razgrajajo sorbate z dekarboksilacijo - proizvedejo 1,3-pentadien. Pentadien se kaže kot tipičen vonj kerozina ali nafte.

## Toksikologija
Kalijev sorbat draži kožo, oči in dihala, čeprav nekatere raziskave kažejo, da je dolgoročno varen in netoksičen.
Kalijev sorbat kaže nizko toksičnost. LD50  je 4,92 g/kg (podgana, peroralno), kar je podobno tisti, ki jo ima jedilna sol. Sprejemljivi dnevni vnos za človeka je 12,5 mg/kg, ali 875 mg na dan za povprečnega odraslega človeka (70 kg).